# Vol 752 de Ukraine International Airlines
El vol 752 de Ukraine International Airlines va ser un vol internacional de passatgers programat des de Teheran a Kíiv, operat per l'aerolínia Ukraine International Airlines. El Boeing 737-800 es va estavellar poc després d'enlairar-se de l'Aeroport Internacional Imam Khomeini el 8 de gener del 2020. Un total de 176 passatgers i tripulants van morir en el sinistre, cosa que el va convertir en el desastre aeri més mortífer a l'Iran en més d'una dècada i va superar el vol 812 d'Air India Express com el pitjor accident que ha implicat un avió Boeing 737 Next Generation. Va ser també el segon més mortífer que va implicar la sèrie Boeing 737 després del vol 610 de Lion Air.
Hores després de l'accident es va considerar que una fallada tècnica del Boeing havia estat la causa de l'estavellament. Tanmateix, les investigacions realitzades els següents dies van destapar que l'avió havia estat abatut per error per un míssil terra-aire iranià.
Va ser el primer accident aeri de Ukraine International Airlines des que va començar a operar.

## Context
L'accident es va produir en un context de tensions extremes a l'Iran: el dia abans van morir almenys 56 persones i unes altres 212 van resultar ferides a Kerman durant el funeral del general Qassem Soleimani, assassinat pels Estats Units a l'Iraq quatre dies abans. Durant aquella nit, l'Iran havia disparat entre quinze i vint-i-dos míssils contra objectius nord-americans a l'Iraq, sense provocar víctimes mortals segons Donald Trump i les forces armades iraquianes (segons la televisió estatal iraniana hi van morir 80 persones).
A més, s'havia produït un terratrèmol de magnitud 4,9 a 64 quilòmetres de la central nuclear de Buixehr.

## L'aparell i tripulants

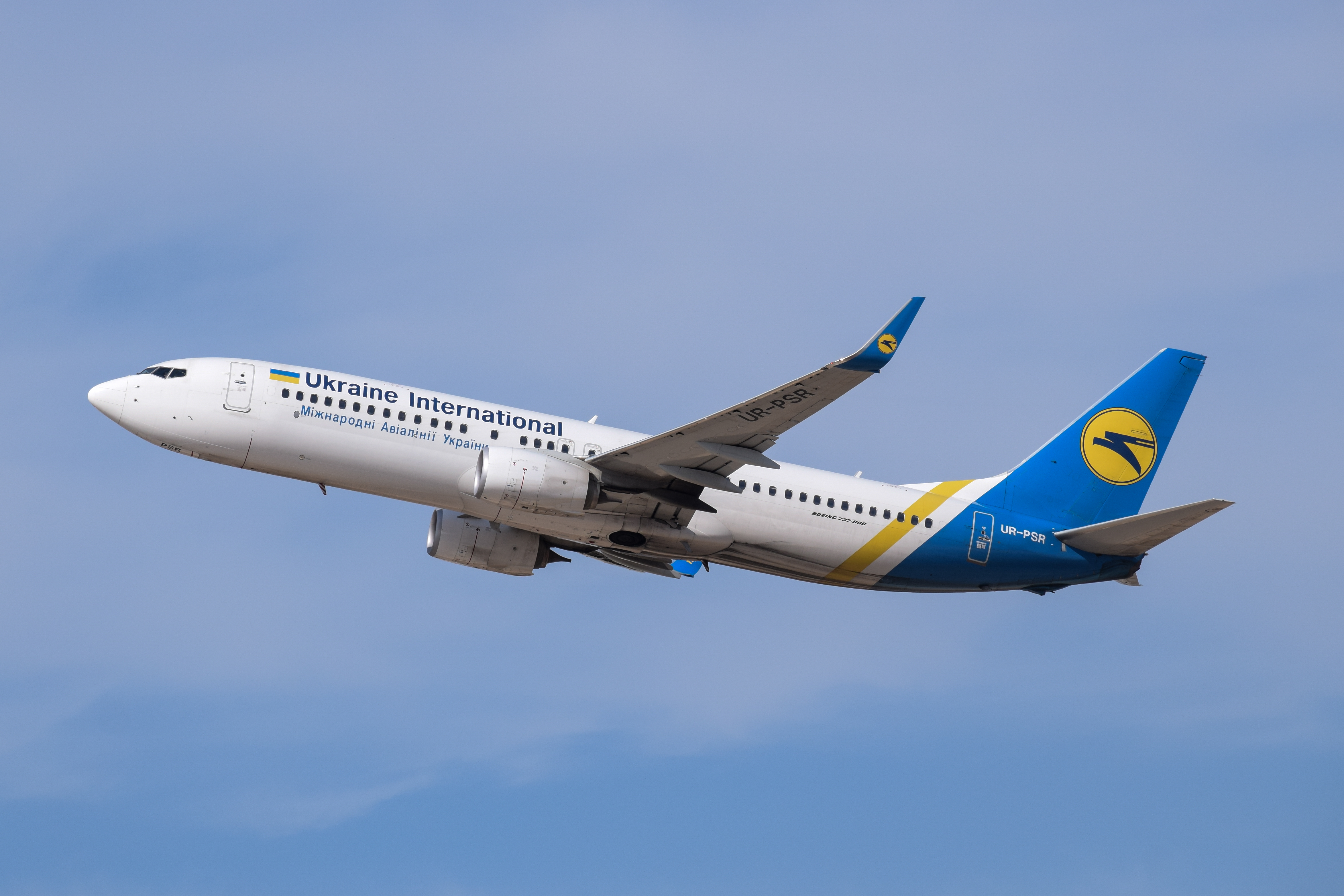
L'aparell sinistrat (amb matrícula UR-PSR) en una imatge de l'octubre de 2019.

L'aeronau era un Boing 737-800 registrat amb la matrícula UR-PSR. Havia realitzat el primer vol el 21 de juny de 2016 i havia estat entregat a la companyia Ukraine International Airlines a mitjans de juliol d'aquell mateix any. L'avió tenia 3 anys i 7 mesos en el moment de l'accident.
La tripulació estava formada pel capità Volodímir Gapònenko (amb 11.600 hores al Boeing 737, 5.500 de les quals com a capità), el pilot de comandament Serhó Khomenko (amb 7.600 hores acumulades al Boeing 737), així com un pilot instructor, Oleksi Naümkin (amb 12.000 hores registrades al Boeing 737, incloent 6.600 hores com a capità). A més, el personal de cabina incloïa sis persones més.

## Accident
El vol operat per Ukraine International Airlines, la companyia de bandera i aèria més gran d'Ucraïna, havia de connectar l'aeroport internacional Imam-Khomeini de la capital iraniana, Teheran, amb l'aeroport internacional de Boríspil de Kíev, la capital d'Ucraïna. L'aeronau portava 167 passatgers i 9 tripulants. El vol 752 estava programat per enlairar a les 05:15 hora local (UTC + 3: 30), però es va retardar. Finalment va enlairar-se de Teheran a les 6.12 hores, hora local. L'arribada a Kíev estava prevista per a les 08:00 hora local (UTC + 2:00).
Segons un portaveu del Ministeri iranià de carreteres i transports, l'avió va incendiar-se després d'haver-se calat foc en un dels seus motors, al que va seguir la pèrdua del control de l'avió i el seu estavellament i explosió a prop de Parand.
Les dades de vol transmeses per l'ADS-B i recollides per Flightradar eren normals. La recepció s'atura bruscament a les 6:14 hores, quan encara pujava, 3 minuts després de l'enlairament. La darrera altitud transmesa va ser de 2.415 m (7 925 peus). L'avió es va estavellar a les 6 h 22 sense que el control de trànsit aeri rebés cap trucada de socors.
Les primeres informacions divulgades per l'agència de notícies ISNA, semblaven apuntar que l'avió tenia problemes tècnics. L'ambaixada d'Ucraïna a l'Iran va al·legar “una fallada del motor de l'avió per raons tècniques”.

## Passatgers

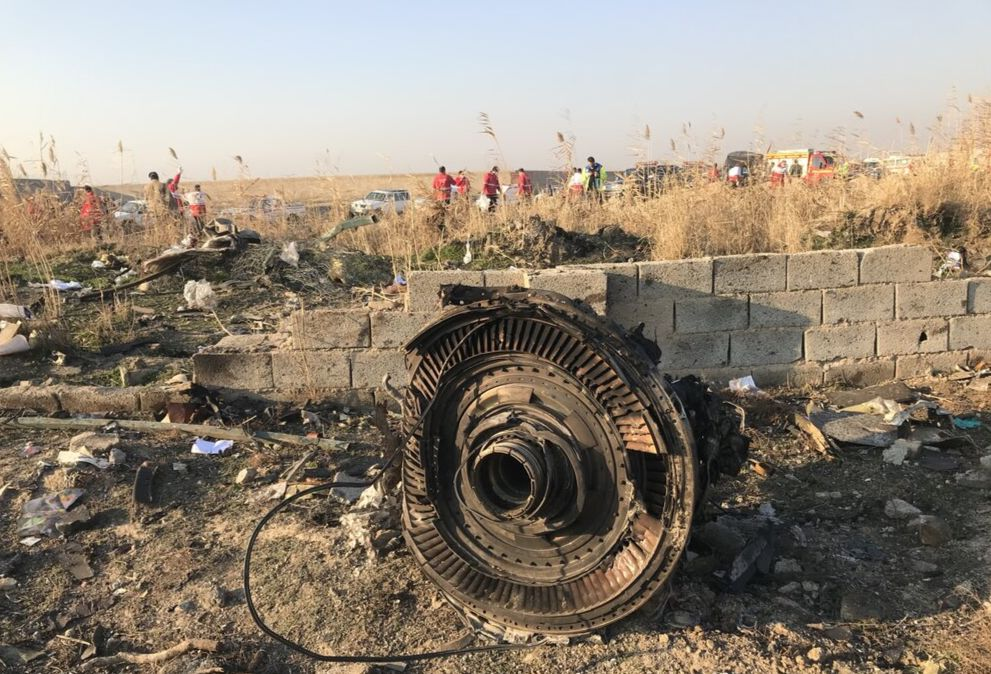
Part del motor del Boeing 737.

A banda dels nou membres de la tripulació, l'aeronau portava a bord 167 passatgers. Després de l'accident, van circular informacions contradictòries sobre la seva nacionalitat. En un principi els funcionaris iranians van afirmar que 147 de les 176 persones que hi havia a bord eren iranianes. Tanmateix, segons el manifest del passatgers, hi havia 82 iranians que, amb els 63 canadencs eren les dues nacionalitats amb més presència.
Un total de 138 passatgers tenien connexions a Kíev cap al Canadà; la majoria dels ciutadans canadencs que viatjaven en aquest vol eren d'origen iranià. Per altra banda, només hi havia 11 ucraïnesos (inclosos els nou tripulants).
| Nationalitat | Passatgers | Tripulació | Total |
| ------------ | ---------- | ---------- | ----- |
| Iran         | 82         | 0          | 82    |
| Canadà       | 63         | 0          | 63    |
| Ucraïna      | 2          | 9          | 11    |
| Suècia       | 10         | 0          | 10    |
| Afganistan   | 4          | 0          | 4     |
| Alemanya     | 3          | 0          | 3     |
| Regne Unit   | 3          | 0          | 3     |
| Total        | 167        | 9          | 176   |

## Reaccions immediates
Algunes companyies aèries van reaccionar a l'accident desviant els vols que sobrevolaven l'Iran o anul·lant-los. Qantas va desviar els seus vols per evitar l'espai aeri iranià. Air France, Flydubai, Emirates, KLM, Lufthansa, Turkish Airlines i Ukraine International Airlines van anul·lar els seus vols que tenien com a destí l'Iran. L'Administració Federal d'Aviació (FAA) dels Estats Units va prohibir a tots els avions civils americans de sobrevolar l'Iran, l'Iraq, el golf d'Oman i el golf Pèrsic.

## Investigació

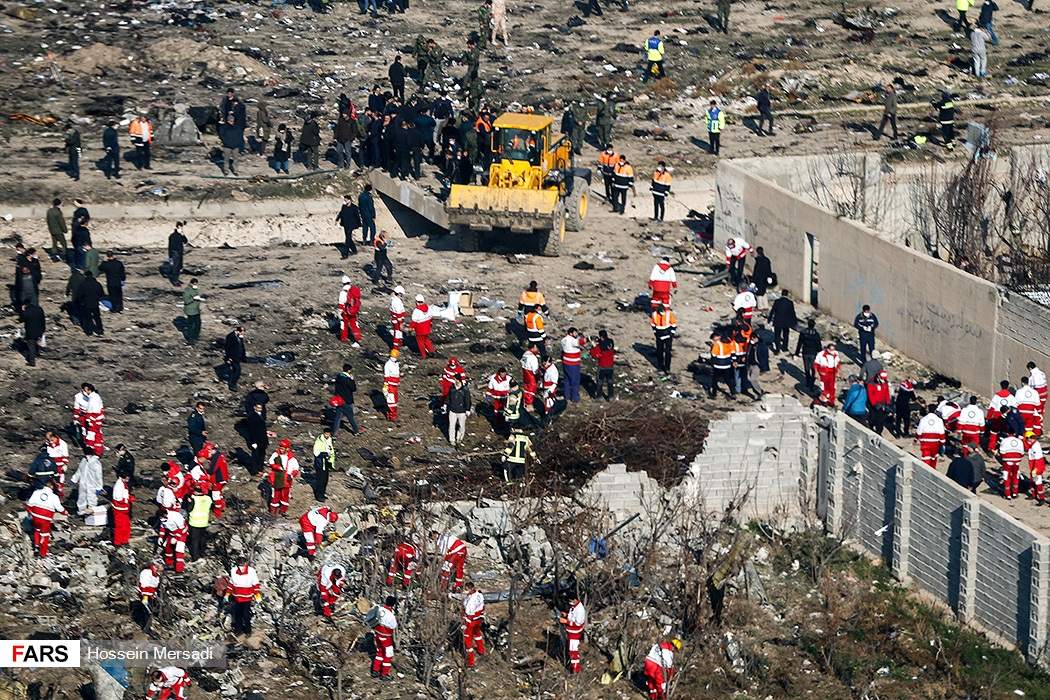
El lloc del sinistre poques hores després l'accident.

El mateix dia de l'accident, el portaveu de l'Organització d'Aviació Civil Iraniana, Reza Jafarzadeh, va confirmar l'enviament d'un equip d'investigació al lloc del sinistre. El govern ucraïnès també hi va enviar els seus experts a Teheran per participar en la investigació. El president d'Ucraïna, Volodímir Zelenski, va ordenar al fiscal general d'Ucraïna que iniciés una investigació criminal sobre l'accident. L'ambaixada d'Ucraïna a l'Iran va declarar que hi havia detalls que semblaven confirmar que la fallada de l'aeronau s'havia iniciat en una fallada del motor; també va voler deixar palès que s'excloïa qualsevol relació de l'accident amb un atemptat terrorista. Ucraïna va crear un quarter general d'operacions format pel Consell de Seguretat i Defensa Nacional d'Ucraïna amb l'objectiu d'investigar l'accident.
El mateix dia, a última hora del matí, es van trobar les caixes negres de l'avió. El primer ministre del Canadà, Justin Trudeau, va declarar que el seu país volia tenir un paper important en la investigació i va oferir l'ajuda dels seus experts.

## Causa de l'accident
El 9 de gener funcionaris del Pentàgon van suggerir que l'avió podria haver estat abatut accidentalment per un míssil Tor-M1, ja que instruments per satèl·lit havien detectat el llançament de dos projectils, seguits d'una explosió. Es van trobar, a més, fragments del míssil Tor no gaire lluny del lloc de l'accident, notícia que les autoritats iranianes es va afanyar a negar i van especificar que la hipòtesi d'un míssil s'havia de descartar.
El mateix dia 9 de gener el primer ministre canadenc va informar en conferència de premsa que la intel·ligència canadenca havia determinat que l'aeronau havia estat abatuda per un míssil terra-aire i va exigir una investigació completa i transparent. Poc després, el primer ministre britànic Boris Johnson també va declarar que l'avió havia estat abatut per un míssil. El mateix dia, el diari The New York Times va publicar un vídeo que semblava mostrar un míssil que encertava a un avió en ple vol, el qual, malgrat s'incendia, continua la seva trajectòria. El vídeo es va gravar des de la ciutat de Parand en un angle i punt de vista que corresponia a la posició i la trajectòria coneguda de l'aeronau en el moment en què se'n va interrompre el contacte.
Finalment, l'11 de gener del 2020 l'Estat Major de les Forces Armades iranianes va reconèixer que un “error humà” en apuntar l'avió amb un míssil terra-aire va ser l'origen de la catàstrofe. Aquell mateix dia el general de brigada Amir Ali Hajizadeh va afirmar assumir-ne «la total responsabilitat».